# Ledrinae

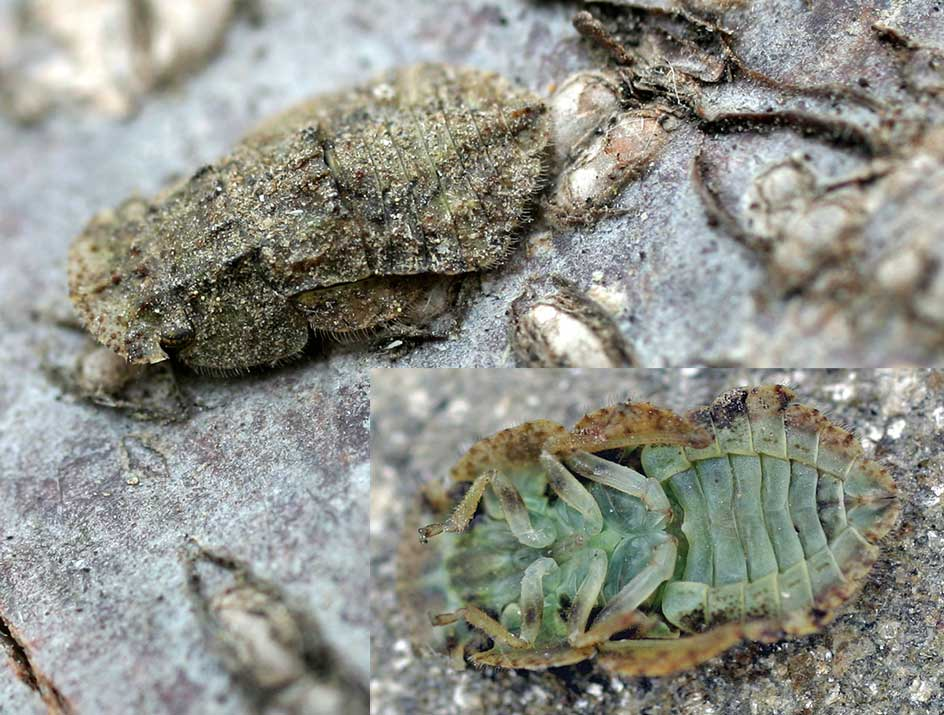
Ledra aurita, вид сверху и снизу

Ledrinae (лат.) — подсемейство прыгающих насекомых из семейства цикадок (Cicadellidae). Встречаются всесветно, с наибольшим разнообразием в Афротропике, Австралии и Ориентальной области. Около 300 видов.

## Описание
Цикадки от среднего до крупного размеров, коричневого и зеленого цвета. Голова сильно выступающая вперёд, часто лопатовидная. Оцеллии имеются. Передние крылья макроптерные. Задние бёдра с тремя короткими апикальными макросетами (шипиками). Макросетальная формула задних бёдер равна 2+0 или 2+1, иногда 2+1+1. Ассоциированы, главным образом, с древесными растениями (деревьями и кустарниками), иногда с травами. Обладают сходством с Scarinae и Iassinae.

## Систематика
Около 40 родов и 300 видов (ранее включали 70 родов и около 450 видов, но несколько десятков родов и трибы Stenocotini Kirkaldy, 1906 и Thymbrini Evans, 1936 были исключены из подсемейства в ходе последней ревизии).
- Afrorubrini  Jones, 2009[1]
  - Afrorubria — Sichaea
- Hespenedrini  Jones, 2009[1]
  - Hespenedra
- Ledrini Fairmaire, 1855
  - Arenoledra — Beniledra — Chatura — Complanledra — Confucius — Destinia — Destinoides — Dusuna — Eleazara — Ezrana — Funkikonia — Hangklipia — Jukaruka — Kuohledra — Laticorona — Latycephala — Ledra — Ledropsella — Ledropsis — Macrotrichia — Midoria — Neotituria — Paraconfucius — Parapetalocephala — Petalocephala — Petalocephaloides — Platyledra — Porcorhinus — Thlasia — Titiella — Tituria
- Paracarsonini Hamilton, 1990
  - †Duyana Chent et al., 2021[4]
  - †Paracarsonus Hamilton, 1990
  - †Platyjassites Hamilton, 1990
  - †Qilia Chen, Wang et Jones, 2019[5]
- Rubrini Jones, 2009[1]
  - Rubria
- Xerophloeini Oman, 1943
  - Pariacaca — Proranus — Xedreota — Xerophloea
- ?Stenocotini Kirkaldy, 1906[6]
  - Anacotis — Kyphocotis — Kyphoctella — Ledracotis — Smicrocotis — Stenocotis
- ? Thymbrini Evans, 1936